# A-Netz

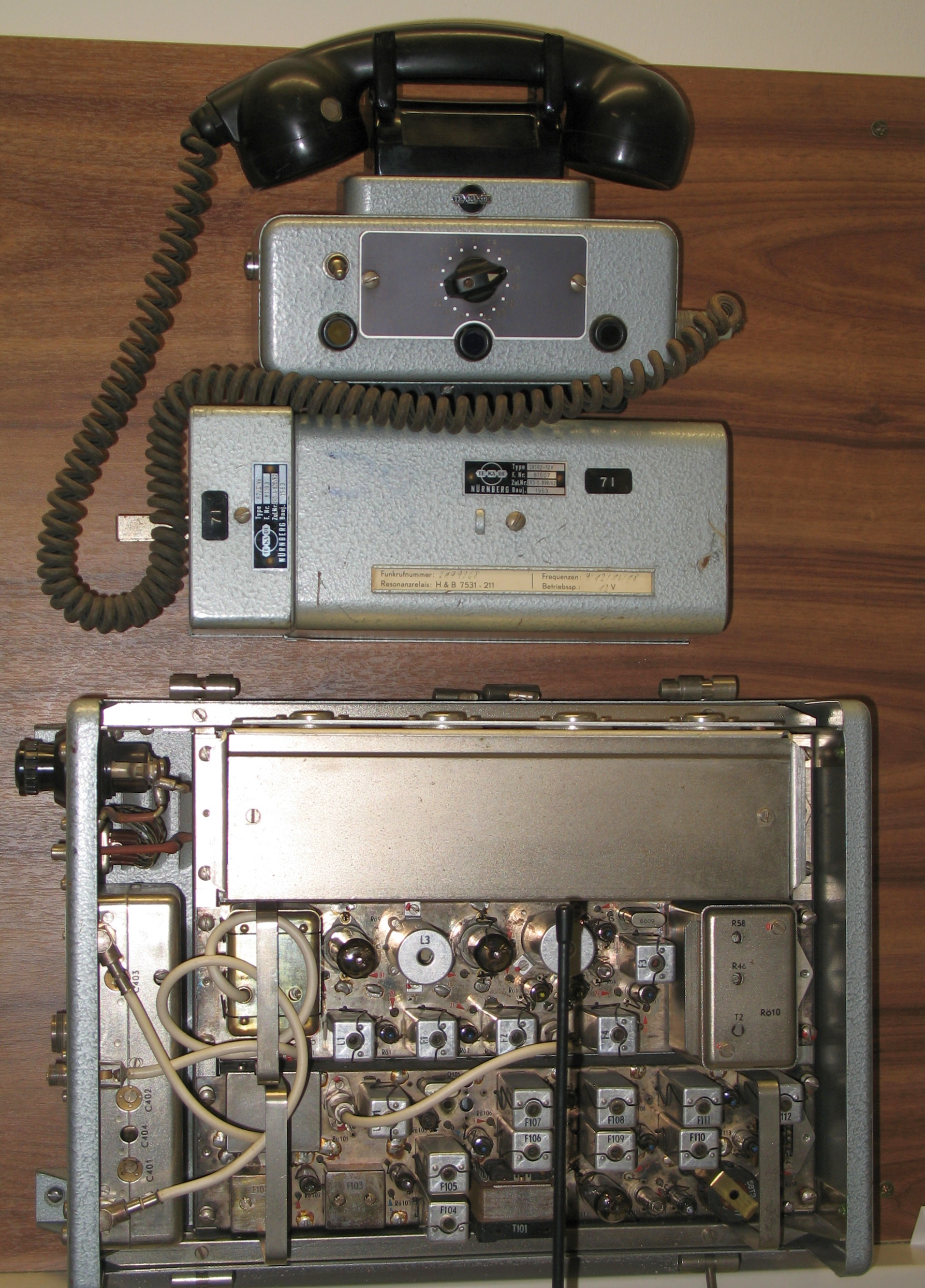
A-Netz-Funktelefon Typ B72 (Hersteller: TeKaDe Nürnberg, 1963). Oben das Bedienteil mit Hörer; im Kofferraum war das mit Elektronenröhren und einem 12-Volt-Transistor-Gleichspannungs-Wandler bestückte Sende-/Empfangsteil (unten) untergebracht.

Das A-Netz war das erste Mobilfunksystem für Telefonie in der Bundesrepublik Deutschland.

## Geschichte
Das A-Netz wurde 1955 als Zugpostfunk und danach von der Deutschen Bundespost ab 1958 als ein öffentlicher beweglicher Landfunkdienst (öbL) eingeführt und war bis 1977 in Betrieb. Es handelte sich um ein analoges Netz mit manueller Vermittlung (Handvermittlung). Wurde der Funkbereich einer Landfunkstelle verlassen, so brach das Gespräch ab und musste neu aufgebaut werden. Vorläufer ab 1950 waren der Hafenfunk in Bremen, Cuxhaven, Hamburg und Kiel; der Rheinfunkdienst in Düsseldorf und Mannheim und der Fahrzeugfunk in Berlin (West).
Die ersten noch mit Röhren bestückten Geräte waren extrem teuer und voluminös, so dass sie in der Regel nur in großen Limousinen eingebaut wurden. Sie kosteten je nach Ausführung und Hersteller zwischen 5000 und 6000 DM. Die Technik war im Wesentlichen in einer UKW-Sende-/Empfangseinheit und dem Selektivrufsatz im Kofferraum untergebracht. Im Fahrgastraum war lediglich ein Bedienteil mit dem Telefonhörer montiert. Mit dem Siegeszug des Transistors ab Anfang der 1960er Jahre schrumpften die Geräte auf Schuhkartonformat. 
Das Netz wurde ständig weiter ausgebaut, bis 1968 ca. 80 % Flächendeckung (Westdeutschland) erreicht wurde. Die Kapazitätsgrenze von knapp 11.000 Teilnehmern wurde 1971 erreicht. Um die Nachfrage zu drosseln, wurde 1972 die monatliche Grundgebühr von 65 DM (45 DM im A2- und A3-Netz) auf 270 DM angehoben. In heutiger Währung und inflationsbereinigt entspricht das 130, 90 und 520 Euro. Die Begründung der Post für diese Maßnahme lautete: „Die bisherige Gebührenstruktur hatte Erprobungscharakter und wurde jetzt erstmals überprüft.“ In Wirklichkeit aber verlangte der bundesweite Ausbau des neuen B-Netzes sehr große Geldsummen.
1972 wurde in Deutschland das technisch bessere B-Netz in Betrieb genommen und die meisten A-Netz-Nutzer stiegen auch aufgrund der extremen Grundgebührenerhöhung auf das neue Netz um. Als das A-Netz 1977 abgeschaltet wurde, hatte es noch 787 Teilnehmer. 
Die Frequenzen wurden 1980, nach Abschaltung des A-Netzes, für ein erweitertes B-Netz, das B2-Netz, eingesetzt.

## Technische Daten
- Frequenzbereich zwischen 156 MHz und 174 MHz (2-Meter-Band), Sendeleistung 10 W, handvermittelter Gesprächsaufbau
- 17 handvermittelte Kanäle (Kanal 30 bis 46) im A1-Netz
- 19 handvermittelte Kanäle (Kanal 47 bis 63, 86, 87) im A2-Netz
- 5 teilautomatisierte Kanäle (Kanal 65, 66, 68, 72, 75) im A3-Netz (nur Hamburg)
- Im Endausbau: 136 Funkverkehrsbereiche mit zusammen über 317 Funkkanälen
- 50 kHz Kanalabstand (A3-Netz 20 kHz)
- 10.784 Teilnehmer
- Frequenzmodulation